# Polache
Paul Robert Douglas Hughes- Hallett Ramos, conocido como Polache (Tegucigalpa, Honduras, 10 de febrero de 1977), es un músico y exfutbolista hondureño. Su nombre artístico se compone de su primer nombre, Paul, pronunciado en español (Pol), más la primera letra de su apellido Huges: Pol + H = Polache.
Ha lanzado cuatro álbumes en el país y representó a Honduras en el Festival Internacional de la Canción de Viña del Mar de 2014.
Jugó fútbol para el Deportes Savio en la Liga Nacional de Ascenso de Honduras y escribió una canción dedicada al mismo equipo. También escribió una canción para el equipo nacional de fútbol de Honduras de cara a la Copa Mundial de 2014, en la que el equipo logró participar.

## Carreras
Fue un apasionado por el fútbol desde niño. Integró las filas de las ligas menores del Club Deportivo Motagua, donde se abriría camino hasta la segunda división. Sus primeros estudios académicos los realizó en el Instituto Salesiano San Miguel. Se graduó de Bachiller en Ciencias y Letras en el Instituto San Francisco de Tegucigalpa y fue miembro scout hasta los 19 años. Estudió la carrera de Publicidad y Comunicación en la Universidad Tecnológica Centroamericana (UNITEC).
Tocó su primer guitarra a los nueve años, a la que llamó “La Polacha”, que lo ha acompañado en cada viaje. Debutó como músico con “Mira a Honduras”, de la que es cantautor, y que fue creada para la campaña Honduras Merécetela. Antes había hecho jingles comerciales. Posteriormente, junto a Mario Palma como productor, lanzó en octubre de 2008 su primer álbum, Hablo español.
Tras el lanzamiento de su segundo álbum, Celebremos, hizo giras en Estados Unidos, España, Uruguay Francia e Italia, participando en festivales como 100% Catracho, Llegando a Montevideo, Festival de Saints y Festival de Monde en Apiro y Marcelina. En 2011 fue presentador de TV en el programa turístico “De Trova con Polache”, y en el programa “Que Chambal” de Campus TV. El 11 de enero de 2012 debutó en la Liga Nacional de Fútbol, vistiendo los colores del Deportes Savio y haciendo su ingreso por Julián Rápalo contra Real Club Deportivo España. 
En 2014 fue invitado a la competencia folclórica del Festival de Viña del Mar, con su tema "Hablo español", un homenaje a la jerga hondureña. Su presentación causó controversia en Honduras, pues Polache hizo su primera interpretación mostrando tatuajes tribales en su torso descubierto y acompañado por bailarines de estilo urbano también sin camisa, además de pantallas con imágenes de sujetos tatuados y el ceño fruncido. Todo ello fue asociado con pandillas por muchos hondureños, quienes consideraron que se expuso una imagen negativa del país —donde las pandillas son un problema social importante. Polache aclaró que los tatuajes eran de etimología lenca y que realizó su presentación consiente de las posible críticas. En su segunda interpretación el cantante hondureño usó camisa, pero todo lo demás se mantuvo igual. Ese año Polache lanzó además su videojuego para dispositivos móviles.

## Discografía
- 2008: Hablo Español
- Mayo de 2010; Celebremos
- 2013: El Otro Yo
- Noviembre de 2017: Ni muy muy ni tan tan[8]

## Estadísticas como jugador

### Clubes
Actualizado al último partido jugado el 11 de enero de 2012.
| Club                    | Temporada           | Div.                | Liga  | Liga  | Copas Nacionales | Copas Nacionales | Copas Internacionales(1) | Copas Internacionales(1) | Total | Total |
| Club                    | Temporada           | Div.                | Part. | Goles | Part.            | Goles            | Part.                    | Goles                    | Part. | Goles |
| ----------------------- | ------------------- | ------------------- | ----- | ----- | ---------------- | ---------------- | ------------------------ | ------------------------ | ----- | ----- |
| Deportes Savio Honduras |                     |                     |       |       |                  |                  |                          |                          |       |       |
| 2011-12                 | 1.ª                 | 1                   | 0     | -     | -                | -                | -                        | 1                        | 0     |       |
| Total                   | Total               | 1                   | 0     | 0     | 0                | 0                | 0                        | 1                        | 0     |       |
| Total en su carrera     | Total en su carrera | Total en su carrera | 1     | 0     | 0                | 0                | 0                        | 0                        | 1     | 0     |

## Premios
- 2009 – Artista del Año, Premios EXTRA.
- 2010 – Artista del Año, Premios EXTRA.
- 2010 – Artista del Año, Premios GENTE.
- 2011 – Artista del Año, Premios EXTRA.

## Vida personal
Polache es hijo de padre inglés y madre hondureña. Su padre llegó a Honduras como voluntario después del huracán Fifi y su madre trabajaba como enfermera para ese entonces. En 2012 fue deportado al intentar entrar a los Estados Unidos para trabajar, pues sólo contaba con una visa de turista.
Después de la expulsión ilegal de la Presidencia contra Manuel Zelaya en 2009, Polache condenó el hecho como un golpe de Estado, en un momento en que esta consideración era objeto de debate: 

«Cerca del 80 por ciento del país vive en la pobreza, mientras que el 5 por ciento es extremadamente rico, y el golpe es un modo de mantener ese estatus quo»
«Ahora, todos estamos obligados a participar en política en este país.»

También protestó en una ocasión junto al Frente Nacional de Resistencia Popular (FNRP) para pedir la restitución de Zelaya. Por su imagen de simpatizante de Zelaya, durante la crisis algunas emisoras de radio se rehusaron a pasar sus canciones.